# 横江 (金沙江支流)
横江亦称关河，位于中国西南，是金沙江下段右岸支流。
源出云南省鲁甸县水磨乡大海子，上源为居乐河，与昭鲁大河交汇后称洒渔河，在洛泽河汇入后称横江；在云南省水富县云富镇汇入金沙江。流域地跨越四川、云南、贵州三省；横江水系绝大部分在云南境内。
全长305公里，流域面积14781平方公里，落差2080米。